# Istengyermek
Az Istengyermek általánosan ismert egyházi népének volt a Dunántúlon és az Alföldön. 1887-ben jelent meg Luther Márton–Triller Bernát: Az Istennek szent angyala mennyből kezdetű szövegével. A Szent vagy, Uram!-ba Pakots Károly Istengyermek kezdetű szövegével került, és így vált ismertté. Dallama népdal.
Feldolgozás:
| Szerző        | Mire                 | Mű                            |
| ------------- | -------------------- | ----------------------------- |
| Ludvig József | ének, gitárakkordok  | Mennyből az angyal, 23. oldal |
| Soós András   | gyermek vonószenekar | Karácsonyi muzsika, 18. oldal |

## Kotta és dallam
| Istengyermek, kit irgalmad közénk lehozott, angyaloknak énekével Néked áldozok, terjeszd fölém kezedet, hogy az istenszeretet töltse el ma szívem, lelkem jászolod tövén.         | Bár nem látom gyermekarcod szent vonásait, Hiszem mégis rendületlen, hogy már Te vagy itt. És mosolygón fölfogod könnyemet, amit hozok Ajándékul jászolodnak trónusához én. |
| Istengyermek, nézd szívemnek forró vágyait: Boldogságot adni másnak nincs hatalma itt, Csak Tenéked, Istenem. Ó, ha arcod megjelen Áldott ostya szent színében, boldog vagyok én. | Betlehemi csillagodat ragyogtasd nekem, Ki e sötét lelki éjben jászlod' keresem! Add hitemnek fényedet, akkor biztosan megyek S meg nem állok, míg a trónod el nem érem én. |
| Szentségházad jászolához állok őrnek én, Hogy ne bántson senki Téged már e földtekén. Ó ha Téged sértenek, én szívembe rejtelek S menedéket adok Néked mindhalálomig.             | |

## Felvételek
- Istengyermek, kit irgalmad - énekversenyhez. gloria.tv (Hozzáférés: 2016. december 10.) (audió)
- Istengyermek (Szent Karácsony). Polgári Református Kórus  YouTube (2010. december 15.)  (Hozzáférés: 2016. december 10.) (audió)
- Istengyermek, kit irgalmad. YouTube (2009. december 23.)  (Hozzáférés: 2016. december 10.) (audió)
- Istengyermek, Kit Irgalmad Közénk Lehozott. Városmajori katolikus templom kórusa  YouTube (2015. december 12.)  (Hozzáférés: 2016. december 10.) (audió)
- Isten gyermek. Veresegyházi asszonykórus  YouTube (2015. december 18.)  (Hozzáférés: 2016. december 10.) (audió)